# 1914 au Canada
Pour un article plus général, voir Chronologie du Canada.
Cet article traite des événements qui se sont produits durant l'année 1914 au Canada.

## Événements
- 29 mai : naufrage du Empress of Ireland près de Rimouski.

### Politique
- 29 juin : élection générale en Ontario. Les conservateurs de James Whitney remportent une quatrième majorité consécutive.
- 4 août : la Grande-Bretagne déclare la guerre à l'Allemagne, entraînant le Canada dans la Première Guerre mondiale.
  - Établissement de la Garnison Valcartier.
- 14 août : la loi des mesures de guerre est adoptée.
- 2 octobre : William Hearst remplace James Whitney comme premier ministre de l'Ontario.
- 3 octobre : 33 000 soldats canadiens partent pour l'Europe soit la plus grande force à ne jamais avoir traversé l'Atlantique à ce temps.
- 17 décembre : George J. Clark devient premier ministre du Nouveau-Brunswick.

### Première Guerre mondiale
- 3 octobre : un premier bataillon canadien de 32 000 hommes prend le bateau pour aller se battre en Europe.
- 21 octobre : création du 22e Bataillon (canadien-français), qui deviendra après la Première Guerre mondiale le Royal 22e Régiment.

### Justice
- Affaire Mousseau-Bérard-Bergevin

### Sport
- Hockey sur glace : les Blueshirts de Toronto remportent la Coupe Stanley contre les Aristocrats de Victoria.
- Football canadien : les Argonauts de Toronto remportent la coupe Grey contre l'université de Toronto.
- John Percy Page (en) est l'entraineur au Basketball de l'équipe féminine des Edmonton Grads. Cette équipe va remporter un record de championnat jusqu'en 1940.

### Économie
- L'immigration est suspendue par la guerre.

### Science
- Exploration de la Mer de Beaufort par Vilhjalmur Stefansson.

### Culture
- 14 mars : inauguration du Musée royal de l'Ontario.

#### Littérature
- Roman Le débutant de Arsène Bessette.

### Religion
- 25 mai : Louis-Nazaire Bégin est nommé cardinal.

### Divers
- 25 septembre  Ontario : le premier ministre de l'Ontario James Whitney meurt à l'âge de 70 ans, dans le centre-ville de Toronto.

## Naissances
- 2 février : Eric Kierans, politicien et économiste.
- 15 mars : Lawrence Pennell, politicien.
- 3 avril : Ray Getliffe, joueur de hockey sur glace.
- 11 avril : 
  - Norman McLaren, réalisateur Canadien d'origine britannique de films d'animation († 26 janvier 1987).
  - Robert Stanfield, premier ministre de la Nouvelle-Écosse et chef du parti progressiste conservateur.
- 9 mai : Hank Snow, chanteur et guitariste.
- 15 mai : Angus MacLean, premier ministre de l'Île-du-Prince-Édouard.
- 21 juin : William Vickrey, économiste.
- 7 juillet : Harry Strom, premier ministre de l'Alberta.
- 10 juillet : Joe Shuster, créateur du personnage de bande dessinée Superman.
- 19 juillet : John Macalister, agent secret.
- 2 août : Félix Leclerc, chanteur.
- 14 août : Francis Lawrence Jobin, lieutenant-gouverneur du Manitoba.
- 28 novembre : Mud Bruneteau, joueur de hockey sur glace.
- 2 décembre : Léo Rivest, comédien et humoriste.
- 3 décembre : Don Haldane, cinéaste.
- Yves Fortier, géologue.
- 25 décembre : Charles-Noël Barbès, homme politique fédéral provenant du Québec.

## Décès
- 21 janvier : Donald Alexander Smith, homme d'affaires.
- 1er mars : Gilbert Elliot-Murray-Kynynmound, 4e comte de Minto, gouverneur général du Canada.
- 7 mars : George William Ross, premier ministre de l'Ontario.
- 16 mars : John Murray, océanographe.
- 2 mai : John Campbell, gouverneur général du Canada.
- 9 juillet : Henry Robert Emmerson, premier ministre du Nouveau-Brunswick.
- 14 août : François-Édouard Meloche, artiste.
- 25 septembre : James Whitney, premier ministre de l'Ontario alors qu'il était en fonction.